# Dreamspace
Dreamspace는 핀란드 파워 메탈 밴드 스트라토바리우스의 정규 3집 앨범이다. 1994년 노이즈 레코드를 통해 발매되었다.

## 역사
티모 톨키가 보컬을 맡은 마지막 앨범이며 이후 티모 코티펠토가 새로 보컬리스트로 가입한다. 또한 야리 카이누라이넨이 이 앨범에서부터 10년동안 스트라토바리우스의 베이시스트로 활동하게 된다. 이전 앨범까지의 가사들이 톨키의 정신적 고통과 밴드를 둘러싼 소요 등의 보다 개인적인 이야기들을 담고 있었다면, Dreamspace에서는 현대인의 삶의 압박 같은 것들을 다룬 가사들이 대부분이며 그에 따라 이 앨범은 스트라토바리우스에서 가장 어두운 느낌의 앨범 중 하나이다. 톨키의 낮은 파워 코드와 극적인 보컬피치는 빠른 비트와 대비되어 곡에 슬픈 분위기를 주입시켜 주었으며, 팬들은 이를 "sad rush"로 표현했다. "Hold on to Your Dream"을 제외한 거의 모든 곡들은 라이브에서 연주되지 않았다. 일본시장에서는 큰 인기를 얻었으나 전반적으로 이 앨범은 이후 티모 코티펠토의 등장으로 크게 빛을 보지 못했으며, 밴드는 후속작인 Fourth Dimension, Episode를 통해 보다 전형적인 파워 메탈사운드로 다가가게 된다.
1994년 6월에 밴드는 첫 일본 투어를 도쿄, 오사카, 나고야에서 가진다. 핀란드에서는 일본으로 떠나기 전 단 한차례 공연을 가졌는데, 헬싱키의 쉐도우 클럽(Shadow Club)에서 열린 이 공연은 베이시스트 야리의 가입 후 첫 공연이기도 하다.
드러머 투오모는 앨범 녹음 중 양손에 부상을 입고 8주 정도 레코딩을 쉬게 된다. 이로 인해 킹스톤 월의 드러머 새미 쿠오파마키가 "Eyes of the World", "Hold on to Your Dream", "We Are the Future", "Tears of Ice", "Shattered"의 드럼 녹음을 대신하게 된다.

## 수록곡
전체 작곡: 티모 톨키
| #             | 제목                                 | 작사                | 재생 시간 |
| ------------- | ------------------------------------ | ------------------- | --------- |
| 1.            | 〈"Chasing Shadows"〉                | 톨키                | 4:36      |
| 2.            | 〈"4th Reich"〉                      | 톨키                | 5:52      |
| 3.            | 〈"Eyes of the World"〉              | 톨키                | 6:00      |
| 4.            | 〈"Hold on to Your Dream"〉          | 톨키, 투오모 라실라 | 3:38      |
| 5.            | 〈"Magic Carpet Ride"〉              | 톨키                | 5:00      |
| 6.            | 〈"We are the Future"〉              | 톨키                | 4:36      |
| 7.            | 〈"Tears of Ice"〉                   | 톨키                | 5:41      |
| 8.            | 〈"Dreamspace"〉                     | 톨키                | 6:00      |
| 9.            | 〈"Reign of Terror"〉                | 톨키                | 3:33      |
| 10.           | 〈"Thin Ice"〉                       | 라실라              | 4:31      |
| 11.           | 〈"Atlantis"〉                       |                     | 1:09      |
| 12.           | 〈"Abyss"〉                          | 라실라              | 5:06      |
| 13.           | 〈"Shattered"〉                      | 라실라              | 3:30      |
| 14.           | 〈"Wings of Tomorrow"〉              | 톨키                | 5:15      |
| 15.           | 〈"Full Moon"〉 (일본반 보너스 트랙) | 톨키                | 4:33      |
| 총 재생 시간: | 총 재생 시간:                        | 총 재생 시간:       | 64:27     |

## 구성원
- 티모 톨키 — 기타, 보컬
- 야리 카이누라이넨 — 베이스
- 안티 이코넨 — 키보드
- 투오모 라실라 — 드럼, 퍼커션
- 새미 쿠오파마키 — 3, 4, 6, 7, 13번 곡의 드럼